# Cyborg 2
Cyborg 2, uscito in alcuni Paesi con il titolo Glass Shadow, è un film di fantascienza del 1993 del regista Michael Schroeder. Si propone come seguito del film del 1989 Cyborg nonostante abbia poca attinenza con l'originale, fatta eccezione per alcune brevissime scene sotto forma di flashback in cui compare l'attore Jean-Claude Van Damme.
Del film è stato realizzato un sequel nel 1995, Cyborg 3: The Recycler.
Si tratta del primo film che vede Angelina Jolie in un ruolo di protagonista (in precedenza aveva interpretato ruoli da enfant prodige), nonché la prima pellicola in cui l'attrice compare in una scena di nudo.

## Trama
Nell'anno 2074, il mercato della cibernetica è dominato da due società rivali: la statunitense Pinwheel Robotics e la giapponese Kobayashi Electronics. I cyborg sono all'ordine del giorno, usati per qualsiasi cosa, dai soldati alle prostitute. Casella "Cash" Reese è un prototipo di cyborg Pinwheel sviluppato per lo spionaggio aziendale e l'assassinio. È piena di un esplosivo liquido chiamato "Glass Shadow". Il CEO di Pinwheel, Martin Dunn, prevede di eliminare l'intero consiglio di amministrazione di Kobayashi utilizzando Cash come attentatore suicida per accelerare un'acquisizione ostile della società e ottenere il monopolio del mercato dei cyborg.
Cash è programmata per imitare i sensi e le emozioni umane come paura, amore, dolore e odio. Guidati da Mercy, un prototipo di cyborg rinnegato in grado di comunicare attraverso qualsiasi dispositivo elettronico, Cash e il suo allenatore di combattimento Colton "Colt" Ricks scappano dalla struttura della girandola in modo che Cash possa evitare l'autodistruzione, qualcosa che la maggior parte dei cyborg di spionaggio aziendale deve affrontare. Sono inseguiti incessantemente dall'assassino o "intercettatore" di Pinwheel, Daniel Bench.
Bench deve anche fare i conti con un cacciatore di taglie rivale di nome Chen, un altro cyborg, che ha intenzione di uccidere Ricks e riprogrammare Cash per farla saltare in aria, la Pinwheel invece come mezzo per punire il direttore della compagnia, Dunn, utilizzandola come rappresaglia per un atto precedente di Dunn che le dispiaceva. Tuttavia, Chen e Ricks litigano, il che si traduce in Chen che viene fulminata da una scatola dei fusibili.
Successivamente si scopre che Mercy è un ibrido umano/androide creato da Pinwheel come tentativo di creare la fase successiva dell'evoluzione umana. Mercy è scappata prima che avessero la possibilità di cancellare i suoi ricordi. Ricks e Bench cadono in un incontro di boxe per scoprire chi vive e chi muore, vale a dire andare sulla costa africana, che si traduce in Bench Bench venga mutilato da un fan rotante, provocando la sua morte. Cash e Ricks scappano verso una nuova vita in Africa dopo aver vinto il torneo, mentre Mercy affronta Dunn, accusandolo di avergli rovinato la vita.
Dunn spiega a Mercy che le sue motivazioni sono il suo lavoro solo a beneficio dell'umanità. Impassibile, Mercy attiva quindi la sua bomba Glass Shadow, che uccide sia Mercy sia Dunn oltre a distruggere il quartier generale di Pinwheel. Dopo la scaramuccia e la caduta di Pinwheel, Cash è rimasta giovane e bella mentre Ricks continua a invecchiare. Quando Cash si rende conto che Ricks è finalmente morto di vecchiaia, decide di chiudersi, rimanendo in uno stato di sogno per sempre.